# Schänzchen (Aachen)
Das Schänzchen war ein Wehrturm im Nordosten der äußeren Stadtmauer der Kaiserstadt Aachen. Das Gebäude existiert heute nicht mehr. Es wurde bereits kurz nach Fertigstellung der Stadtmauer, die im 13. und 14. Jahrhundert errichtet wurde, abgerissen.
Der Wehrturm war innerhalb der Stadtmauer durch den hundert Meter entfernten Heinzenturm vom Sandkaultor getrennt, während ihm in gegenüber liegender Richtung das Kölntor in gleicher Entfernung direkt benachbart war. Das Schänzchen soll ein auffallend wuchtiger Vierkantturm gewesen sein. Es besaß den Vermessungsdaten des Geometers Carl Rhoen zufolge eine Seitenlänge von 13 Metern sowie eine Tiefe von 11 Metern.
Obwohl die Lage des Turmes gesichert ist, traten Widersprüche bei der Gebäudeform auf. Rhoen stellte im 19. Jahrhundert Nachforschungen zur äußeren Stadtmauer Aachens an. Aufgrund der damals geringeren Bebauungsdichte hatte er die Möglichkeit, die Position des Gebäudes und seine Form exakt zu prüfen. Er sprach von einem viereckigen Schanzturm. Im Jahre 1940 entdeckte man bei Erdarbeiten in der Nähe des Schänzchens die Reste eines Halbrundturmes. Ob es sich hierbei um Reste des Schänzchens handelt, ist bis jetzt unklar.